# 1532年
| 千纪： | 2千纪 |
| 世纪： | 15世纪 \| 16世纪 \| 17世纪                                                                                 |
| 年代： | 1500年代 \| 1510年代 \| 1520年代 \| 1530年代 \| 1540年代 \| 1550年代 \| 1560年代                           |
| 年份： | 1527年 \| 1528年 \| 1529年 \| 1530年 \| 1531年 \| 1532年 \| 1533年 \| 1534年 \| 1535年 \| 1536年 \| 1537年 |
| 纪年： | 壬辰年（龙年）；明嘉靖十一年；越南大正三年；日本享祿五年，天文元年                                         |

## 大事记
- 印加帝國薩帕·印卡瓦斯卡爾被同父異母的哥哥阿塔瓦爾帕推翻，阿塔瓦爾帕成為印加帝國最後一代薩帕·印卡。
- 8月13日——南特的布列塔尼議會通過統一的法令，布列塔尼公國與法蘭西王國合併，布列塔尼半島成為法國的一個省。
- 11月16日——卡哈馬卡戰役爆發，西班牙征服者法蘭西斯克·皮薩羅在與印加帝國薩帕·印卡阿塔瓦爾帕會面的時候對其突襲，成功將他俘虜，印加帝國陷落。
- 奥斯曼帝国举兵25万再次进攻维也纳。
- 為了反擊教宗克萊孟七世與神聖羅馬皇帝查理五世的結盟，法蘭西斯一世允許路德宗的新教徒在王宮羅浮宮外傳教、佈道，在國外則與反抗查理的德意志新教諸侯結盟。

## 出生
- 约翰·霍金斯

## 逝世
- 瓦斯卡爾第13代薩帕·印卡，瓦伊納·卡帕克之子。